# Zemětřesení v Tanzanii 2016
Zemětřesení v Tanzanii 2016 bylo zemětřesení, které zasáhlo severozápad Tanzanie odpoledne 10. září 2016. Zemětřesení o síle 5,9 stupně momentové škály a hloubce 40 km postihlo hlavně města Kyaka a Bukoba, kde dohromady žije více než 80 tisíc lidí. Zemětřesení vyvolalo tsunami na Viktoriině jezeře.[zdroj?]

## Škody
Poškozené budovy byly většinou pouze zčásti rozbořené a byla popraskaná zem. Škody pravděpodobně dosáhly hodnoty několika desítek milionů českých korun.
Dohromady zemřelo 23 lidí a 260 jich bylo zraněno.

## Oběti v zasažených zemích
| Země     | oběti | zranění |
| -------- | ----- | ------- |
| Tanzanie | 19    | 253     |
| Uganda   | 4     | 7       |
| Celkem   | 23    | 260     |